# Rhône
A Rhône (ejtsd: rón, németül Rotten) folyó Svájc és Franciaország területén. Dél-Franciaország legjelentősebb folyója, amely a történelem folyamán fontos kereskedelmi útvonalnak számított. Ma jelentős iparvidék és fontos közlekedési útvonal. Svájcban, Wallis kantonban ered, a Nyugati-Alpokban, 1753 m magasan, majd átfolyik a Genfi-tavon, és Port-Saint-Louis-du-Rhône-nál, nagy deltával torkollik a Földközi-tengerbe.

## Története
A folyó környékén a felső őskőkortól találni emberi nyomokat. Az Ardèche vidékén jellemzőek a bonyolultabb barlangfestmények és a menhirek, amelyek az i. e. 8. évezredben huzamosabb ideig tartó emberi jelenlétre utal. Folyamatos emberi jelenlétről azonban csak az i. e. 4. évezredtől lehet beszélni, amikor is a Rhône folyó hosszában elterjedt a földműveléses gazdálkodás. Az i. e. 2. évezred környékén beköszöntő bronzkorban a Rhône völgye fontos ón- és borostyánkő-kereskedelmi útvonallá vált.
Az i. e. 7. századtól kelta népek népesítették be a folyó környékét. Az alsóbb szakaszokon, főleg a folyó jobb partján az allobrogok, a felsőbb vidékeken, illetve a folyó bal partján a helvétek váltak uralkodó népcsoporttá. Közben a Rhône-delta (Camargue) környékén a görög gyarmatosítók is megvetették a lábukat, és megalapították Massila (Marseille) és Theline (Arles) városokat, illetve továbbélénkítették a kereskedelmet a folyó mentén.
A rómaiak i. e. 140 környékén kezdték meg a folyó középső szakaszának elfoglalását. I. e. 127-ben jutott római kézre Vienna (a mai Vienne), amely ezt követően több mint egy évszázadig a környék központjává vált. I. e. 58-ban a germán népek által szorongatott helvétek dél felé kezdtek vonulni a Rhône mentén, ám az addigra már stabilan állomásozó római légiók megállították, és visszafordulásra kényszerítették őket egészen a mai Genf környékéig, amely területet befolyásuk alá is vonták. 
Az i. e. 43-ban alapított Lugdunum Sequanorum (a mai Lyon) gyorsan átvette Vienna szerepét, és i. e. 27-re már Gallia provincia fővárosává vált. Az 1. és a 2. század a Rhône völgyének virágkora volt. A folyó mentén épült települések: Arelate (Arles), Nemausus (Nîmes), Arausio Orange, Valentia (Valence) és Vienna a Római Birodalom jelentős városaivá váltak. Lugdunum (Lyon) pedig egyenesen a császárság második fővárosának számított, ahol még saját pénzverde is működött.
Az i. e. 2. században a Camargue, illetve Lyon környékén jelentős keresztény közösségek jöttek létre, amelyek hamar a keresztényüldözések célpontjaivá váltak. A 3. századra a térség jelentősége nagyban csökkent, a kereskedelem mértéke visszaesett.
A népvándorlás korában a Rhône völgye nagyrészt a Burgund Királyság része lett, melynek a központja Vienne volt. 534-ben a Frank Birodalom kebelezte be a területet, ahol egészen a 9. századig számos kolostor alapult. A környék fejlődését valamelyest visszavetette az arabok többszöri Rhône menti kalandozása a 8. században, azonban tartósan nem tartózkodtak itt.
A 843-as verduni szerződés alapján a Rhône völgye I. Lothár birodalmának részévé vált. Azonban Boso (II. Károly sógora) Burgundia királyává koronáztatta magát, és egy független államalakulatot hozott itt létre. A királyság 911 és 954 között többször szenvedte el a magyarok kalandozását. A meggyengült államhatalom utat engedett a viviers-i püspökség hatalmának növekedésének és környékének (Vivarais) felvirágozásának. Így a 11–12. század során jelentős számú apátság alapulhatott itt. Eddigre a Burgund királyság megszűnt, helyét kis államok vették át, amelyek Német-római Birodalom részévé váltak. Közülük a későbbiekben Savoyai Grófság vált a legjelentősebbé.
A 13. században, a kereskedelem újraindulásával jelentős városiasodás jellemezte a környéket, egyre több város vívta ki magának a különböző városi jogokat. 1260-ban a sioni püspök háborút indított Savoya ellen, és 1301-ben független államot hozott létre a Rhône felső folyása mentén (a mai Wallis/Valais kanton keleti része). A Rhône alsóbb szakaszain eközben folyamatosan nőtt a francia befolyás. Szép Fülöp idejében vált a Rhône vidéke ismét kiemelkedő jelentőségűvé, amint 1303-ban egyetemet alapított Avignonban, majd 1309-ben a pápát is odaköltöztette rákényszerítve az „avignoni fogságot” 1377-ig, és így a folyó völgyét Európa egyik legforgalmasabb kereskedelmi útjává tette. 1349-ben a Dauphiné megszerzésével a francia király végérvényesítette a hatalmát a Rhône völgyének nagy része felett.
1355 körül egy laza berendezkedésű településszövetség, a Sieben Zenden (a hét tizek), jött létre, amely többszöri függetlenségi harc után 1416-ban csatlakozott a Svájci Államszövetséghez.
1419-ben rendezték meg az első lyoni vásárt, amely a későbbiekben meghozta a városnak a korábbi gazdasági és kulturális jelentőségét a Rhône völgyében. A 15. század végétől folyamatosan terjedtek el a reformáció eszméi a folyó mentén. A Burgundiától 1513-ban Svájchoz került Genfi-tó északi partján és az 1535-ben ide csatlakozó Genfben egyeduralkodó vallássá lett a kálvinizmus, de az orange-i egyetem is áttért a református hitre. Mindazonáltal a legtöbb helyen nem fogadták el a reformáció szellemét, így a Rhône környéke több véres megtorlásnak is a színhelye volt. Ezek közül az egyik legjelentősebb Privas, a hugenották székhelyének, lerombolása 1629-es volt.
A kaotikus helyzet a 18. századra stabilizálódott a Rhône környékén, miután a lyoni selyemmanufaktúrák európai jelentőségre tettek szert, és a folyó mint a Földközi-tengerrel összekötő kereskedelmi folyosó kezdett szolgálni, amelyen a selymen és szöveteken kívül a folyó völgyének borainak (Côte du Rhône) szállítása is folyt.
A 19. század elején Lyonból indulva a Rhône teljes hosszában nagymértékű iparosodás volt jellemző. A környék számtalan feltalálónak és tudósnak volt egyben lakóhelye. 1825-ben a Rhône-on épült az első függőhíd. 1880-ban a filoxéra nagyrészt az egész Rhône környéki borvidéket megfertőzte. Így a szőlők nagy része megszűnt, helyettük gyümölcsösök alakultak.
1934-ben alakult a Rhône Nemzeti Vállalat (Compagnie nationale du Rhône), amely a folyó szabályozását, illetve vízerőművek létrehozását tűzte ki feladatául. Azóta Franciaországban 23 vízerőmű épült a folyón, amelyek éves össztermelése meghaladja a 16 000 GWh-t. Az 1960-as évektől a Francia-középhegységben korábban kibányászott, ma már nagyrészt importált uránércre alapozva sorban nyíltak meg az atomerőművek a Rhône mellett. Ezek közül a legnagyobb, Pierrelatte-i Nukleáris Központ, 24 000 GWh-s termelésével Franciaország energiafogyasztásának 5%-át termeli meg.
Ma a Rhône völgye Franciaország legfontosabb közlekedési útvonala, amely főleg a nyári időszakban kifejezetten zsúfolttá válik. Valamelyest orvosolja a közúti közlekedés nehézségeit, hogy 1994-től a folyó teljes hosszában nagysebességű vasút található, amelyen TGV-k szolgálják a vasutat választó utasokat.

## Földrajza

### Folyó szakaszai

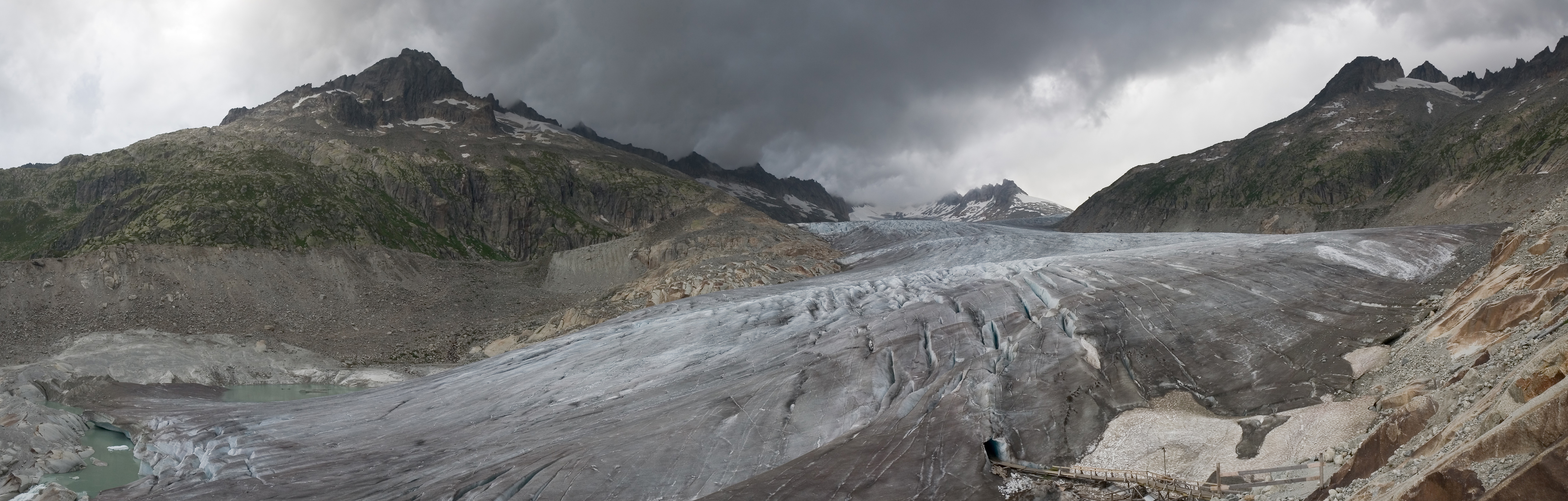
A Rhône-gleccser

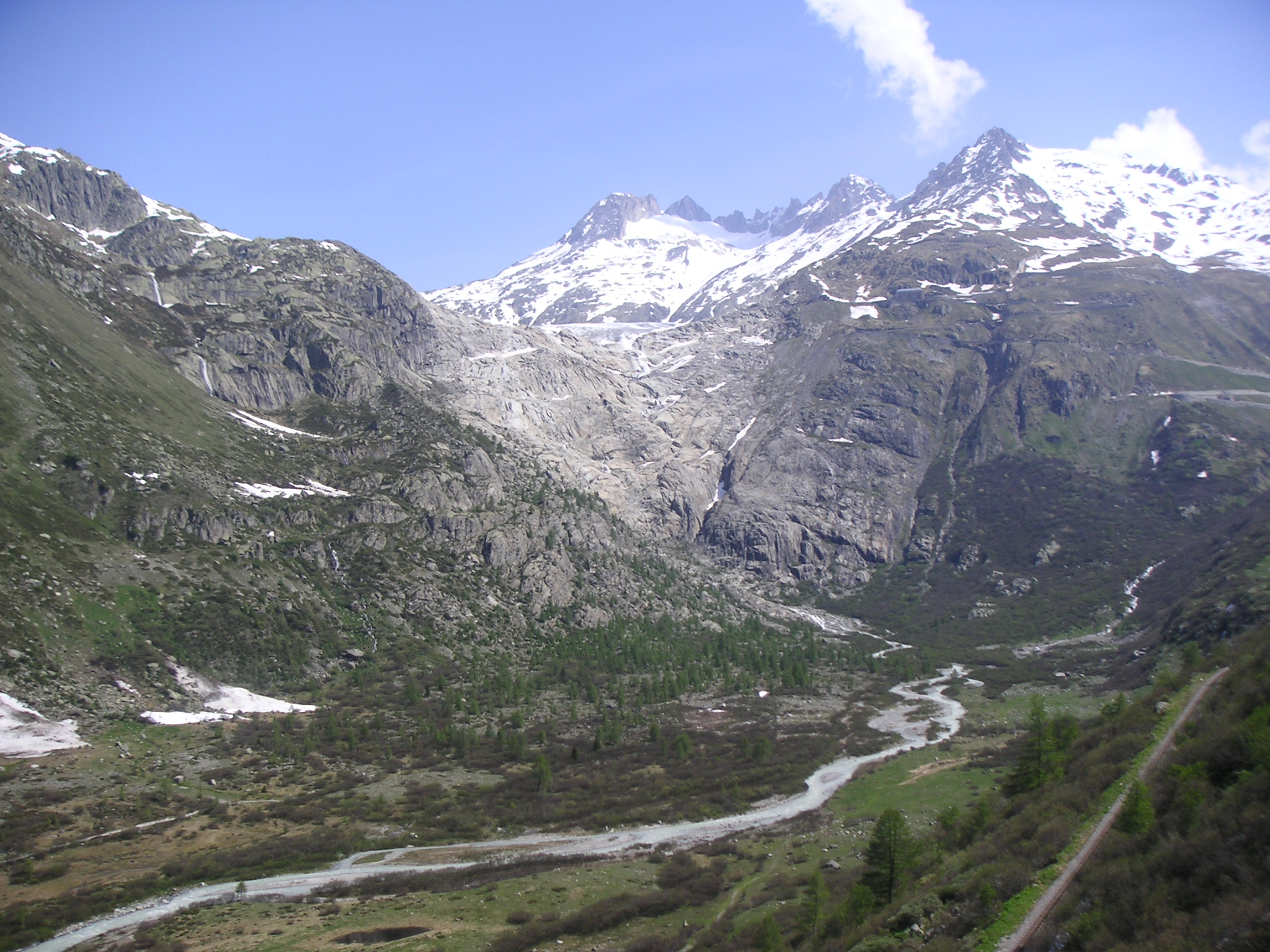
A gleccserből folyó lesz

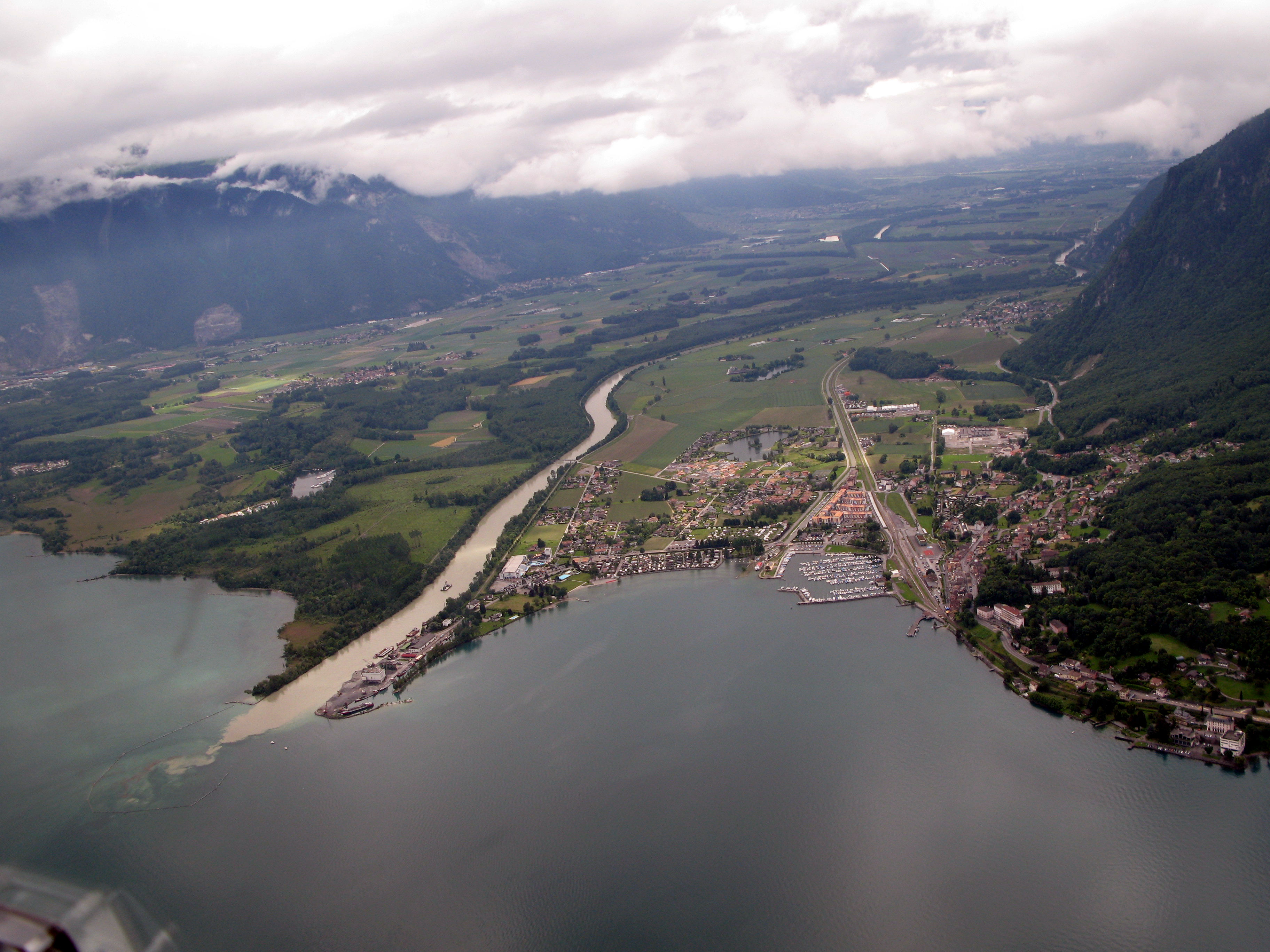
A Rhône a Genfi-tóba ömlik

A Rhône-t alapvetően négy, egymástól jól elkülöníthető szakaszra lehet osztani: az alsó, a középső, a felső, és a magashegységi szakaszra, amely azonban egybeköthető a felső szakasszal.
Az első, a forrástól a Genfi-tóig terjedő, 164 kilométeres magashegységi szakasz. A folyó itt 1753 méter magasságról 375 méter tengerszint feletti magasságra folyik rövid távolságon belül. Nagymértékű esése (átlagosan 0,89%) magyarázza a folyó komoly pusztító munkáját, amelyet a felső Rhône-völgy nagy mélysége mutat. A gyors folyás miatt a Rhône vonala itt szinte teljesen egyenes, csak Martignynál találni egy éles kanyarulatot, amikor is a korábbi kelet-nyugati folyásirány helyett dél-észak irányban folytatja útját. A folyó legfelső szakaszának jellemzője a kifejezetten nagy vízszintingadozás, mivel a vízgyűjtőterületen eső csapadék mintegy 50%-a hó formájában esik le, amely a késő tavaszi és nyári hóolvadáskor nagyban felduzzasztja a vízszintet.
A Genftől az Ain torkolatáig tartó rész is felső szakasz jellegű, azaz a folyó rombolómunkája a meghatározó. A magashegyi szakaszhoz mérten azonban jóval kisebb esésű (0,1%) folyó itt már mély kanyonszerű völgyben kanyarog 175 kilométer hosszan.
Az Ain torkolata és Valence között található a folyó középső szakasza, ahol a Rhône gázlók és hordalékkúpok formájában építő munkát is végez a pusztítás mellett. Itt folyik a Saône is a Rhône-ba, és jelentősen növeli  a vízhozamát. 

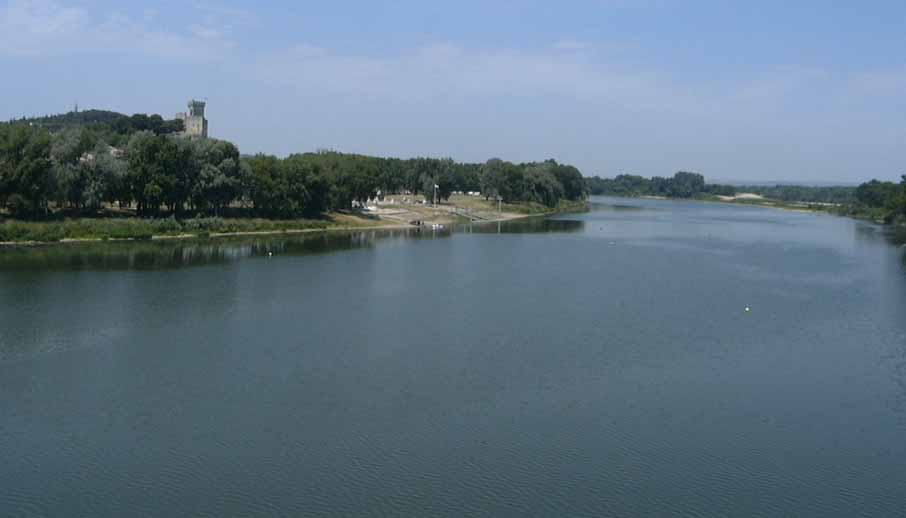
A Rhône alsó folyása

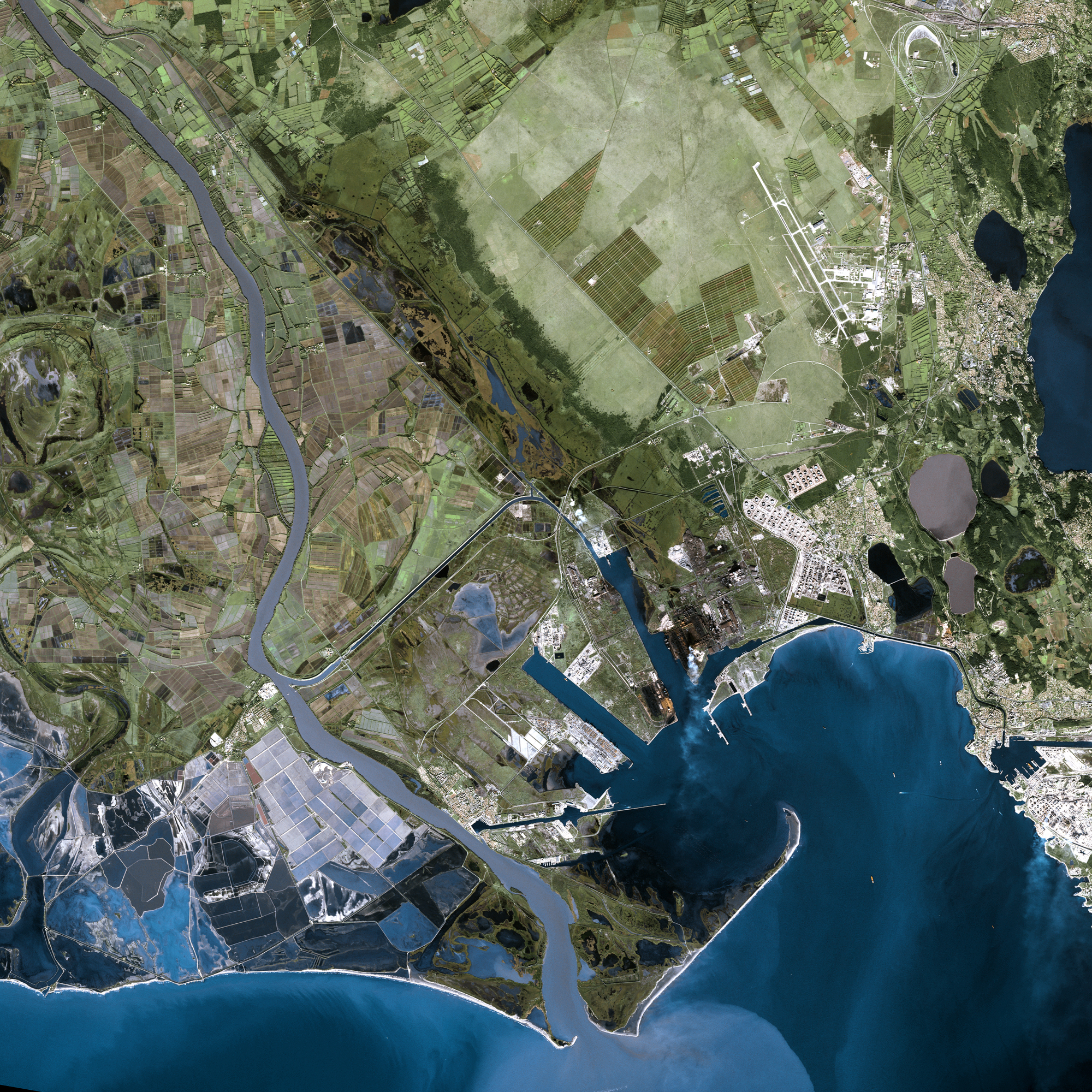
A folyó deltatorkolata egy műholdképen

Végül, az alsó szakaszon annyira lelassul a folyó, hogy nagy szigeteket hoz létre. A Rhône különlegessége, hogy még alsó szakaszán is viszonylag mély völgyben fut, így csak kis mértékben tudja építő munkáját végezni. Ezen a szakaszon a Francia-középhegységből és a mediterrán hatás alatt lévő alpesi vidékekről folyó bővizű folyók növelek, a végül delta-torkolattal a Földközi-tengerbe folyó Rhône hozamát.

### Rhône környéki települések
Svájc
Wallis kanton: Sion, Sierre
Vaud kanton: Montreux, Lausanne (Genfi-tó partján)
Genf Genf
Franciaország:
Haute-Savoie: Thonon-les-Bains (Genfi-tó partján)
Ain: Bellegarde-sur-Valserine
Rhône: Villeurbanne, Lyon
Isère: Vienne
Drôme: Tournon-sur-Rhône, Valence, Montélimar
Vaucluse: Orange, Avignon
Gard: Villeneuve-lès-Avignon, Beaucaire
Bouches-du-Rhône: Tarascon, Arles

## Vízrajza
A Rhône szinte teljes hosszában viszonylag gyors folyásúnak számít. Így a főágból csak nagyon kevés mellékág ágazik ki, és azok is nagyrészt mesterséges csatornák. A főágat azonban rengeteg mellékfolyó és vízfolyás táplálja. A Rhône érdekessége, hogy a Rhône–Saône–Doubs vonalon hosszabb (mintegy 1100 km) utat tesz meg a víz, mint a főágon.

### Mellékfolyói
A Rhône-t számtalan kisebb-nagyobb vízfolyás táplálja. Ezek közül a legnagyobb  vízgyűjtő-területű és legbővizűbb is a Saône, amely Lyonnál folyik bele a Rhône-ba.
További jelentősebb mellékfolyók:
| Mellékfolyó | Oldal | Torkolat helye               |
| ----------- | ----- | ---------------------------- |
| Arve        | bal   | Genf (Svájc)                 |
| Fier        | bal   | Seyssel (Haute-Savoie)       |
| Ain         | jobb  | Pont-de-Chéruy (Isère)       |
| Saône       | jobb  | Lyon (Rhône)                 |
| Gier        | jobb  | Givors (Rhône)               |
| Cance       | jobb  | Sarras (Isère)               |
| Doux        | jobb  | Tournon-sur-Rhône (Drôme)    |
| Isère       | bal   | Pont-de-l’Isère (Drôme)      |
| Eyrieux     | jobb  | La Voulte-sur-Rhône (Drôme)  |
| Drôme       | bal   | Loriol-sur-Drôme (Drôme)     |
| Ardèche     | jobb  | Pont-Saint-Esprit (Gard)     |
| Aigues      | bal   | Orange (Vaucluse)            |
| Cèze        | jobb  | Orange (Vaucluse)            |
| Ouvèze      | bal   | Sorgues (Vaucluse)           |
| Durance     | bal   | Avignon (Vaucluse)           |
| Gardon      | jobb  | Beaucaire (Gard)             |
| Eygues      | bal   | Chauvac-Laux-Montaux (Drôme) |

## Élővilága
A Rhône alapvetően három eltérő élővilági övön folyik keresztül. A folyó legfelső szakaszán a hegyvidéki társulás jellemző, míg a Camargue-ban a mediterrán éghajlat alakította ki az élővilág sajátosságait. Azonban a Rhône legnagyobb részét mégis csak a kontinentális hatás jellemzi. Ennek fényében lehet beszélni a folyót közrefogó ártéri és az azt határoló erdős társulásról, amelyeket azonban a mezőgazdasági és ipari tevékenységek (főleg Lyon és Avignon környékén) az utóbbi időkben nagyban pusztították.

### Flóra
A folyó azon szakaszain, ahol lassabb a folyása, illetve a Camargue területén jellemző csak a nádas. Az ezzel szomszédos ártéri erdőkben a fűz és éger a jellemző fatípusok. Az ártéri övezet azonban már sok helyen eltűnt a folyó mellől, helyét nagyrészt füves társulások vették át, ahol a japán keserűfű és a parlagfű nagyban elszaporodott. Máshol kőrislevelű juharral pótolták a kiirtott erdőket.

### Fauna
A Rhône hegyvidéki és felső szakaszának élővilága kifejezetten gazdag, de az alsóbb szakaszokon is sok élőlény él. Itt számtalan plankton él a vízben, amelyek táplálékot biztosítanak a halaknak. A legjellemzőbb halfajok a Rhône-on a csuka, a compó, a veresszárnyú keszeg és a tükörponty. Az alsóbb szakaszokon találkozni továbbá az angolna és a finta halfajokkal is. A rendszeres rovarirtás következtében a rovarállomány szegényes. Főleg a Camargue környékén találkozni a maláriaszúnyog és a szitakötő faj képviselőivel.
Az emlősállatok elsősorban a folyó felső szakaszán, illetve a Camargue-ban élnek. A legjellemzőbb populációkat a hódok, a vidrák és az őzek alkotják. A Rhône környékének madárvilága igen gazdag. A nagyfokú urbanizáció következtében a házigalamb, a cinke és a veréb mindenhol otthonos a folyó mentén. Azonban ezek mellett több ritkább (köztük védett) faj is szívesen választja a folyó környékét életterének. Így a szürke gém (Ardea cinerea), a jégmadár (Alcedo atthis), az inkább Kelet és Közép-Európában honos halászsas (Pandion haliaetus) és a fokozottan védett fekete sas is. A Camargue környékének meghatározó madara a rózsaszín flamingó (Phoenicopterus ruber).

## Gazdasága
A Rhône vidéke erősen iparosodott vidék, mivel egyrészt jó szállíthatóságot biztosít a folyó, másrészt a Rhône nagy esését kihasználó vízerőművek, illetve vízhűtésű atomerőművek sokasága biztosítja a termeléshez szükséges energiát.
Elzász és Lotaringia mellett a Rhône környéke Franciaország fémkohászati központja. A színesfémkohászatban a termelés kifejezetten nagy mértékű. A fémkohászatra épülve a gépgyártás is nagyban jellemzi a vidéket, a francia teherautógyárak mind a Rhône környékén sorakoznak. Kiemelkedően fontos a térség életében az import kőolajra épülő vegyipar, illetve a hagyományos textilipar.
A Rhône környéke hagyományosan nyitott az innovációk és új iparágak iránt. Ennek köszönhető, hogy a legjelentősebb nanofizikai kutatóintézet (a CERN) Genfben található, és a készülő kísérleti fúziós erőmű (ITER) se távol, a Rhône egyik mellékfolyóján, a Durance-on fog épülni.

### Mezőgazdaság
A Rhône völgyében a különleges mikroklímának köszönhetően a hagyományos növénytermesztést visszaszorította a gyümölcstermesztés. A legjellemzőbbek az őszibarackfa- és körtefa-ültetvények, Továbbá az alma, a cseresznye, a szelídgesztenye és a sárgabarack a jellemző termés. A Camargue-ban rizstermelés is folyik, és a hagyományos gyümölcsök mellett citrusfélék és olajfák is jellemzőek.

### Hajózás
A Rhône fontos hajózási útvonal, amelyen Lyon, Valence, Avignon és Arles városa, valamint Fos-sur-Mer és Marseille tengeri kikötője között folyami hajók közlekedhetnek. A folyóhoz kapcsolódó Saône szintén hajózható, és kisebb hajók számára fontos vízi út Franciaországon belül, mivel csatornákon keresztül a Loire-ral, a Rajnával, a Marne-nal, és a Szajnával áll összeköttetésben. Mindazonáltal a Rhône veszélyes útvonalnak számít nagy sodrása miatt. Egyes szakaszon, ahol a folyó sebessége a 10 km/h-t is elérheti, nappalonként hajózási tilalmat rendelnek el.

## Turizmusa

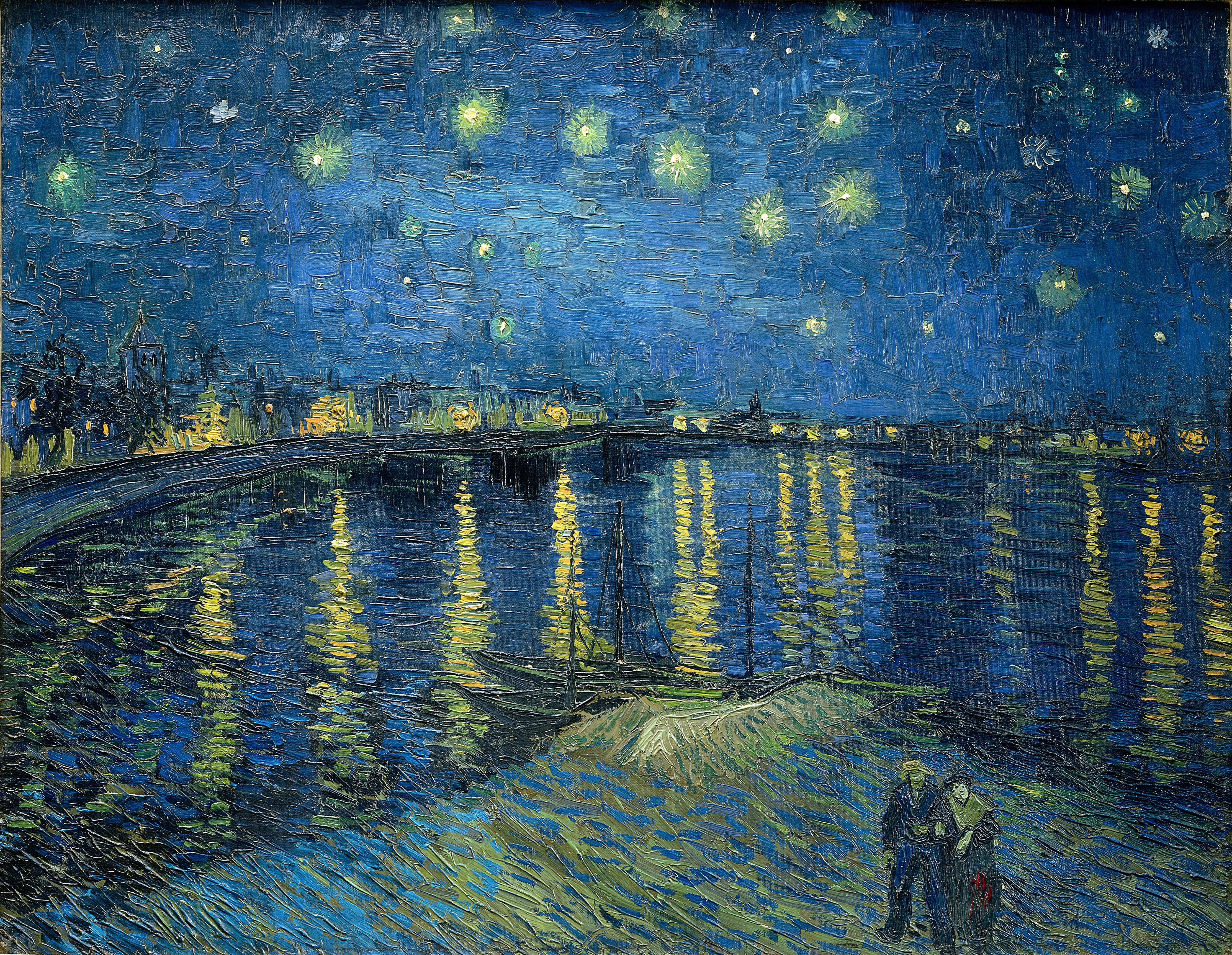
Csillagos ég a Rhône felett, Vincent van Gogh festménye (1888)

A Rhône környék turizmusa igen élénk. A legfelső szakasz Svájc egyik legjelentősebb síparadicsomának számít, míg a Genfi-tó partja az elit fürdőhelyekről híres. A Genf és Lyon közötti szakasz turizmusa valamelyest mérsékeltebb, elsősorban kirándulók és kerékpárosok jellemzőek errefelé. A Lyon és az attól délre eső vidékeken jelentős mértékű az idegenforgalom, amely elsősorban a nagy tranzitforgalomnak köszönhető. Ugyanis a Rhône völgye kapcsolja össze Észak-Franciaországot (így Párizst is) a földközi-tengeri nyaralóhelyekkel. A völgyben számtalan panorámaút fut, rengeteg műemlék látogató, illetve sorakoznak a történelmi helyek, amelyek a római időkből vagy a középkorból maradtak itt. A legjelentősebb célpontok: Lyon, Vienne, Valence, Montélimar, Viviers, Orange, Avignon, Beaucaire, Arles és Les Baux.

## Rhône-hoz köthető alkotások
- Vincent van Gogh: Csillagos ég a Rhône felett
- Avignon hídja (francia népdal)